# Libočanská branka
Libočanská branka (fortna) je jeden ze dvou dochovaných vstupů do středověkého opevněného města Žatce. Brány a fortny byly součástí mohutného středověkého fortifikačního systému budovaného v 13.–15. století, díky kterému se Žatec stal jedním z nejlépe opevněných českých měst. V 19. století hradby bránily dalšímu rozvoji města, proto byly postupně bourány. Ze čtyř městských bran se dochovaly pouze dvě – Libočanská branka a Kněžská brána. 

## Historie a stavební podoba

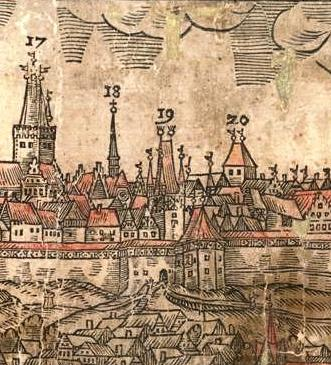
Výřez z Willenbergovy veduty z roku 1611. Libočanská branka je označena č. 19, přední polygonální barbakán s nápisovou deskou

Věž je v jádru gotická, ale dochovaná podoba je výsledkem barokních a empírových úprav. Podle dendrochronologického rozboru byl trám, který upevňoval vrata za vnějším portálem průjezdu, vytesán z dubu, který byl pokácen mezi roky 1257–1287. Dolní část brány je tedy starší, než Kněžská brána. Branka umožňovala přístup z Dolního Předměstí zvaného Bačina do vnitřního města. Je téměř 19 metrů vysoká, její protáhlý obdélný půdorys má rozměry přibližně 10 × 6 m. Hluboký úzký průchod má při vnějším oblouku světlost 2 metry. Zvýšena a upravována byla brána pozdně barokně až klasicistně (konec 18. století). První poschodí branky má lomenou valenou klenbu, ostatní patra jsou plochostropá. Z městské i vnější strany se branka otevírá kamenným gotickým lomeným obloukem s jednoduše skosenou hranou. 
Roku 1767 branku poškodil velký požár, který zničil velkou část vnitřního města.  Už v roce 1843 byla branka upravena pro obytné účely. Do roku 1879 stála u branky bašta s pamětní deskou a letopočtem 1463 – datem dokončení výstavby pozdně gotické fortifikace Žatce. Deska nesla nápis: Tenkrat niemecz czechum przeje kdyz se had na ledie hrzege. Od 18. století se pro objekt používalo označení "Brankathor", což je doklad postupné germanizace města. Branka v současnosti slouží k bydlení.